# TAS2R9
TAS2R9 (англ. Taste 2 receptor member 9) – білок, який кодується однойменним геном, розташованим у людей на короткому плечі 12-ї хромосоми. Довжина поліпептидного ланцюга білка становить 312 амінокислот, а молекулярна маса — 35 611.
| 10         |  | 20         |  | 30         |  | 40         |  | 50         |
| ---------- |  | ---------- |  | ---------- |  | ---------- |  | ---------- |
| MPSAIEAIYI |  | ILIAGELTIG |  | IWGNGFIVLV |  | NCIDWLKRRD |  | ISLIDIILIS |
| LAISRICLLC |  | VISLDGFFML |  | LFPGTYGNSV |  | LVSIVNVVWT |  | FANNSSLWFT |
| SCLSIFYLLK |  | IANISHPFFF |  | WLKLKINKVM |  | LAILLGSFLI |  | SLIISVPKND |
| DMWYHLFKVS |  | HEENITWKFK |  | VSKIPGTFKQ |  | LTLNLGVMVP |  | FILCLISFFL |
| LLFSLVRHTK |  | QIRLHATGFR |  | DPSTEAHMRA |  | IKAVIIFLLL |  | LIVYYPVFLV |
| MTSSALIPQG |  | KLVLMIGDIV |  | TVIFPSSHSF |  | ILIMGNSKLR |  | EAFLKMLRFV |
| KCFLRRRKPF |  | VP         |  |            |  |            |  |            |

A: Аланін

C: Цистеїн

D: Аспарагінова кислота

E: Глутамінова кислота

F: Фенілаланін

G: Гліцин

H: Гістидин

I: Ізолейцин

K: Лізин

L: Лейцин

M: Метіонін

N: Аспарагін

P: Пролін

Q: Глутамін

R: Аргінін

S: Серин

T: Треонін

V: Валін

W: Триптофан

Кодований геном білок за функціями належить до рецепторів, g-білокспряжених рецепторів, білків внутрішньоклітинного сигналінгу. 
Локалізований у мембрані.